# Karstein
Der Karstein ist ein 1922 m ü. A. hoher Berg in den Kitzbüheler Alpen in Tirol. Der Gipfel ist ein beliebtes Skitourenziel und wird meist vom Gasthof Winkelmoos über den Ostgrat bestiegen.